# Хауэр, Жан-Жак
Жан-Жак Хауэр (фр. Jean-Jacques Hauer; настоящее имя: Иоганн Якоб Хауэр, нем. Johann Jakob Hauer; 10 марта 1751, Гау-Альгесхайм, Майнц-Бинген — 3 июня 1829, Блуа) — французский художник немецкого происхождения.

## Биография

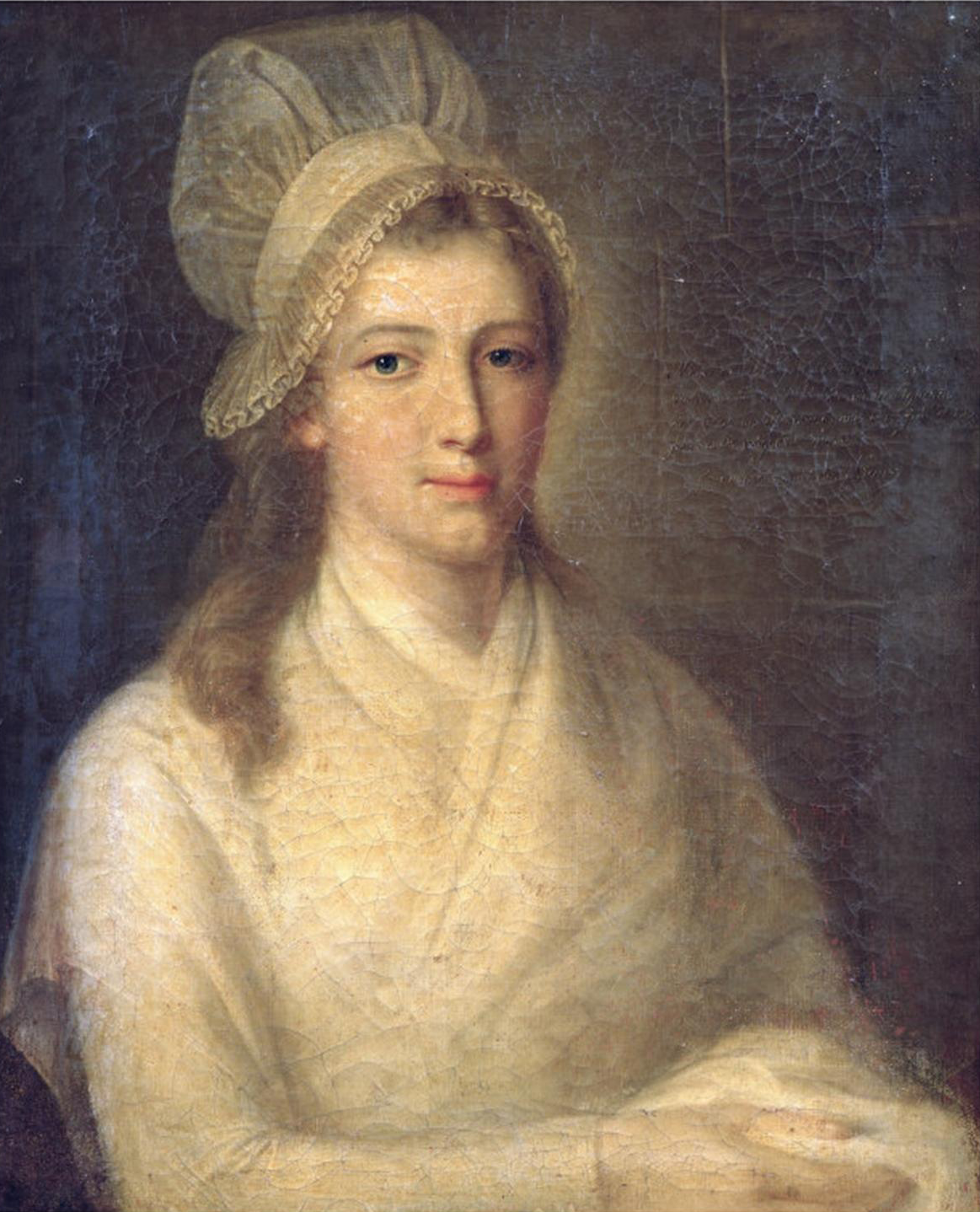
Жан-Жак Хауэр. Портрет Шарлотты Корде.

Родился в 1751 (по другим данным, в 1757) году в Гау-Альгесхайме. Проживал во Франции, где в годы Великой французской революции служил офицером революционного подразделения — Национальной гвардии Парижа. Прославился тем, что по собственной просьбе был допущен к арестованной за убийство Жана-Поля Марата Шарлотте Корде и создал её портрет в тюремной камере. Эта история была опубликована в газетах того времени, и в дальнейшем пересказана много раз, в том числе Ламартином в «Истории жирондистов»; сохранился и сам портрет.
Хауэру приписывается также создание серии стилистически однотипных картин, посвящённых последним месяцам жизни короля Людовика XVI и членов его семьи, написанных в совершенно роялистском ключе.
В некоторых газетных публикациях 1790-х годов Хауэр назван учеником Давида, однако, его художественная манера не демонстрирует этого.
Скончался Хауэр в 1829 году в Блуа.
Эпизод с созданием Хауэром портрета Шарлотты Корде, которая держалась в камере необычайно мужественно, сам стал сюжетом для нескольких последующих картин других художников.

## Галерея

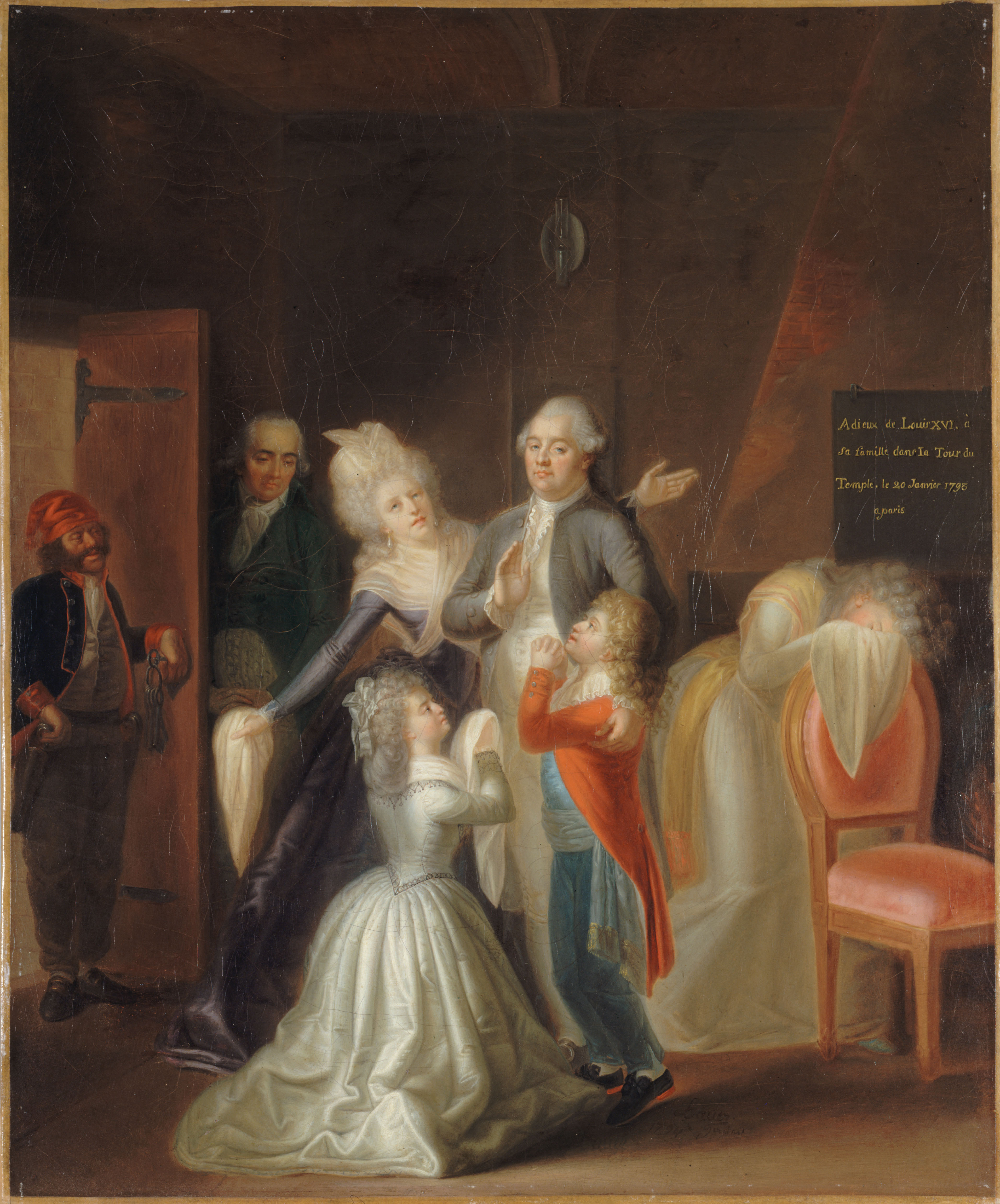
Прощание Людовика XVI с семейством
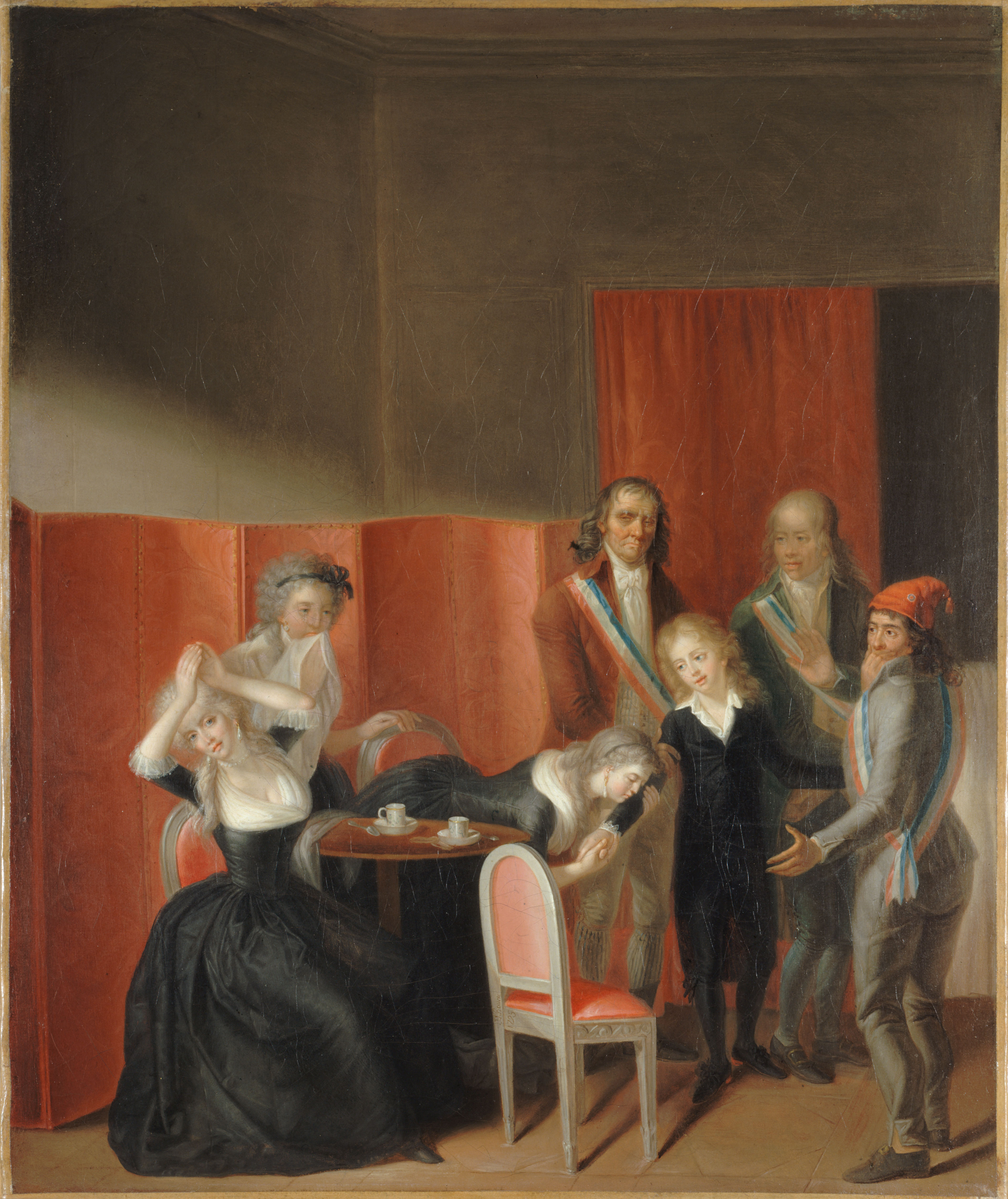
Людовика XVII разлучают с матерью
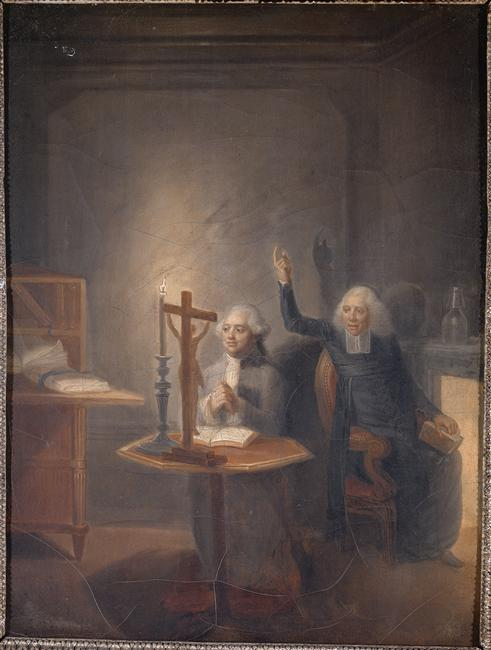
Исповедь Людовика XVI перед казнью

## Хауэр в живописи

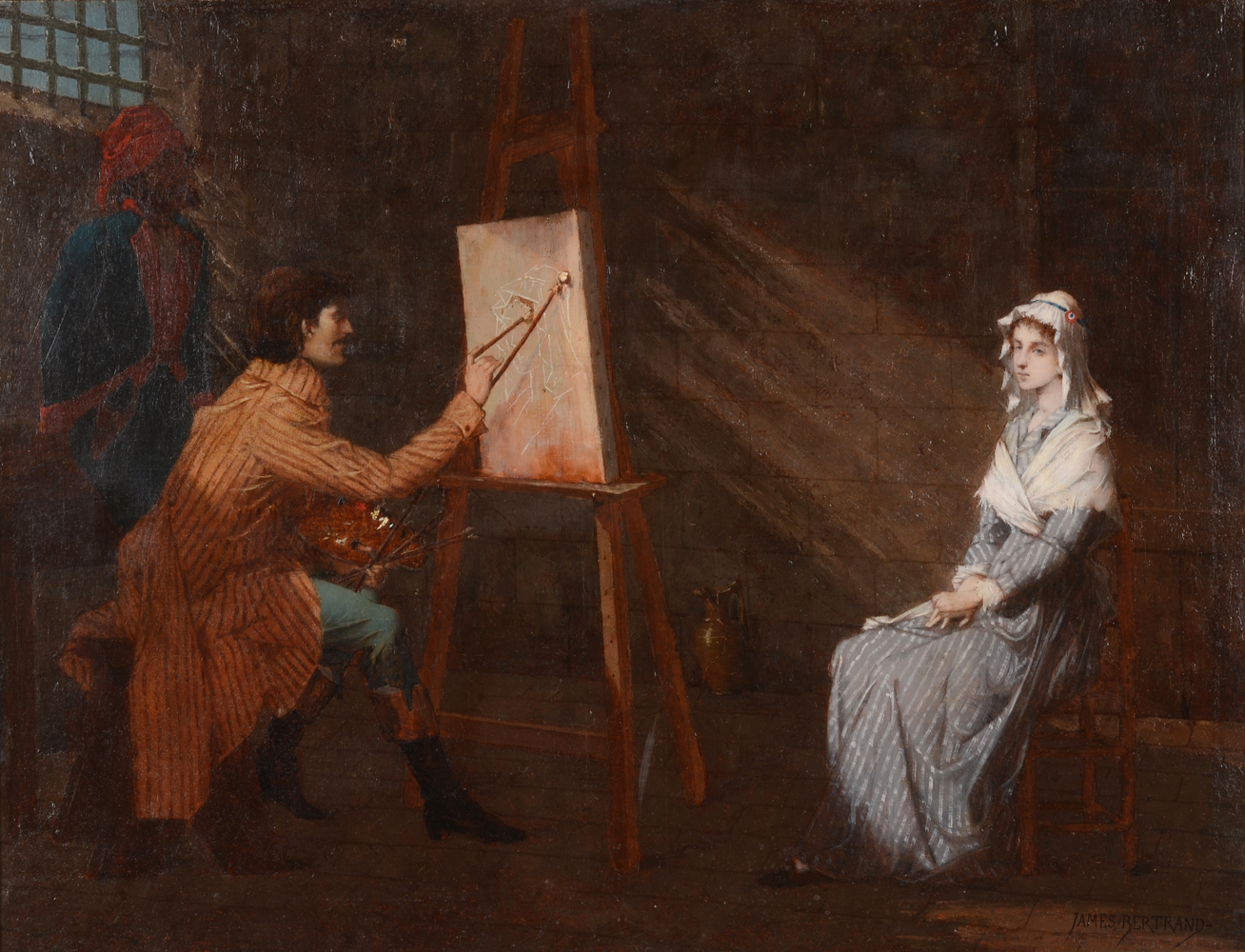
Жан-Жак Хауэр создаёт портрет Шарлотты Корде. Художник Джеймс Бертран.
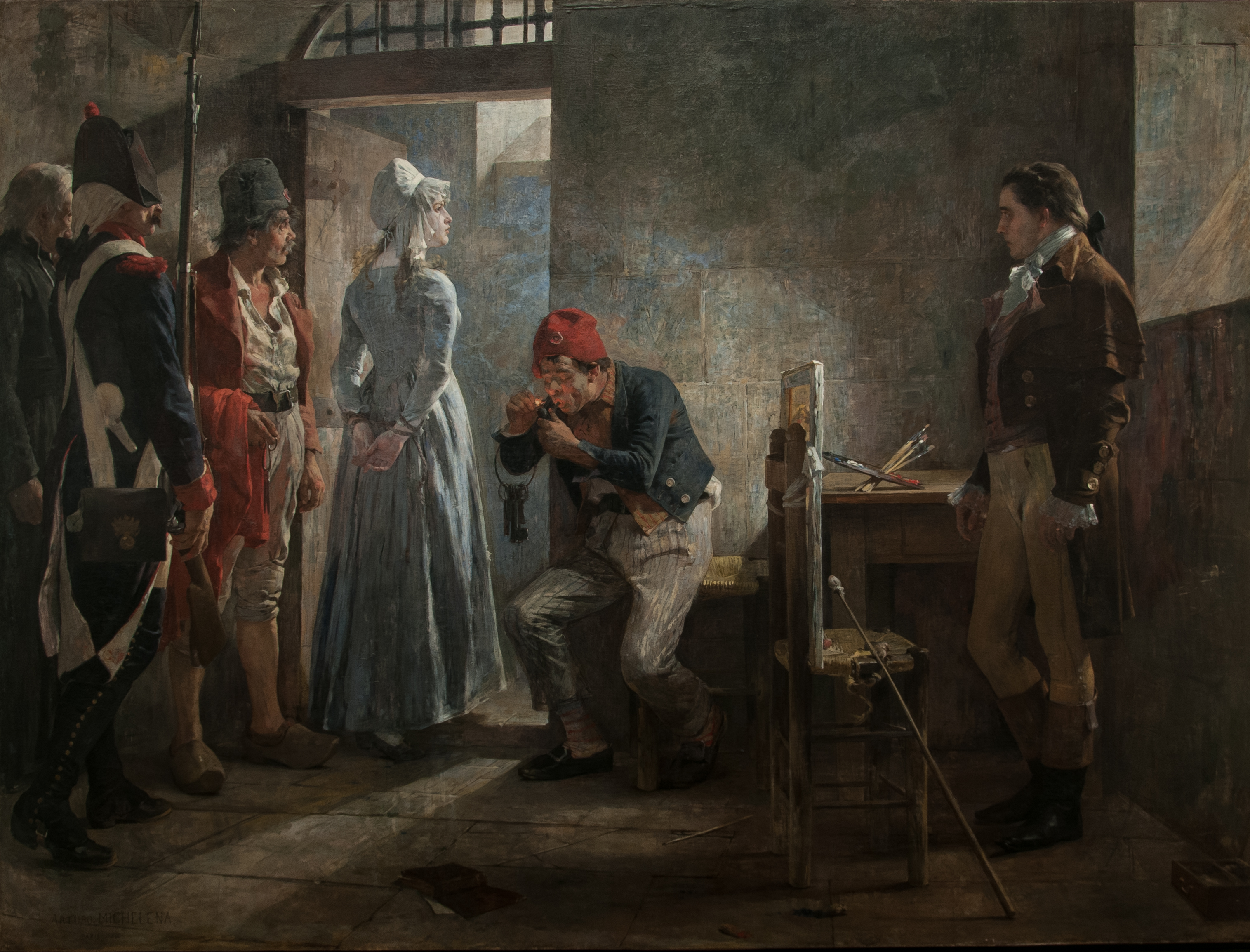
Жан-Жак Хауэр создаёт портрет Шарлотты Корде. Художник Артуро Микелена.
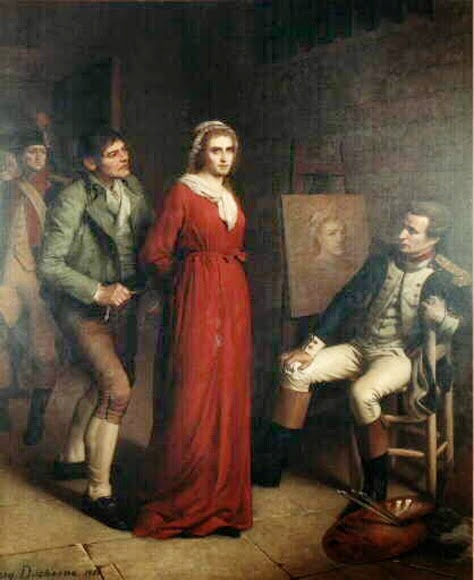
Жан-Жак Хауэр создаёт портрет Шарлотты Корде. Художник Эмери Дюшен.